# Sántha Alajos
Sántha Alajos (Bukovina, Istensegíts, 1914. február 2. – Csátalja, 2013. április 9.) író.

## Életpályája
Sántha Alajos 1914-ben született egy sokgyermekes bukovinai székely családban Istensegítsen. A középiskolát a kézdivásárhelyi gimnáziumban végezte, majd érettségi után a gyulafehérvári hittudományi főiskolára iratkozott be. A hittudományi főiskola után a kolozsvári magyar egyetemen szerzett magyar-német szakos tanári diplomát. Erdély különböző iskoláiban tanított, így Kolozsváron, Marosvásárhelyen, Csíksomlyón a tanítóképzőben is, ahol a bentlakásos kollégiumot is vezette. Ezt az iskolát a második világháború után a román állam megszüntette, őt pedig 1948-ban Aradra helyezték, ahol előbb egy általános iskolában, majd hamarosan a helyi gimnáziumban folytatta a tanítást, egészen nyugdíjazásáig. Nyugdíjazása után 1988-ban Magyarországra, Csátaljára települt át a testvéreihez.
Csátalján hunyt el, 2013. április 9-én.

## Munkássága
Sántha Alajos már diákkorában érdeklődést mutatott népe, a Bukovinában élő kis magyar népcsoport története iránt. E témában már 1936-tól jelentek meg kisebb tanulmányai a különböző erdélyi újságokban, köztük például a Katolikus Világban és a Székelyudvarhelyen megjelenő Székelység c. lapban. 1939-ben, Józseffalva leégése után a Magyar Lapok gyűjtést szervezett Józseffalva megsegítésére. A magyar Lapok augusztusi számában pedig Józseffalva történetének megírásával járult hozzá a gyüjtés sikeréhez.
A bukovinai székelyekről irt könyvében felhasznált minden tudósítást, beszámolót, levelet, tanulmányt, riportot, amit a bukovinai magyarokról írtak valaha, vagy a történelmükkel kapcsolatba hozható. Tanulmányozta még Bukovinában a plébániákon fellelhető anyakönyveket, és a papok által írt különféle feljegyzéseket.Ő az első, aki a csernoviczi egyetem könyvtárában lévő német nyelvű forrásokat is felkutatva, azokat könyvében is felhasználta.
Ő volt az is, aki először foglalkozott a bukovinai magyarok iskoláinak, hitéletének történetével, s ezen belül a Szent István, illetve a Szent László Társulat szerepével az iskolák fenntartásában. Könyvében jól követhető a kirajzások története 1883-tól 1941-ig. Munkájában a magyarok történetét Bukovina elhagyásával, az 1941-es Bácskába való kitelepüléssel zárja.

## Főbb munkái
- A bukovinai székelyek története (Kolozsvár, 1942).
- Sántha Alajos: Bukovina Boldogasszonya (Katolikus Világ, 1936. augusztus) [http://www.bucsujaras.hu/kacsika/)